# الخاری
ال خاری یک منطقهٔ مسکونی در امارات متحده عربی است که در رأس‌الخیمه واقع شده‌است.

## خصوصیات
ال خاری ۲۸۲ متر بالاتر از سطح دریا واقع شده‌است.